# 伯萊什蒂鄉 (戈爾日縣)
45°01′N 23°13′E / 45.017°N 23.217°E
伯萊什蒂鄉（羅馬尼亞語：Comuna Bălești, Gorj），是羅馬尼亞的鄉份，位於該國西南部，由戈爾日縣負責管轄，面積79平方公里，海拔高度197米，2007年人口7,507，人口密度每平方公里95人。